# Homorhynchus
Homorhynchus (Grieks voor 'dezelfde snuit') is een geslacht van uitgestorven straalvinnige beenvissen uit het Eoceen en Oligoceen. Het werd beschreven in 1873 door Edouard Van Beneden. De geslachtsnaam duidt op de 'symmetrische snuit'.
Er zijn twee soorten benoemd: de typesoort Homorhynchus bruxelliensis uit België en Homorhynchus colei Danil'chenko 1960, een hernoeming van Palaeorhynchum colei Agassiz 1842 uit Zwitserland met als lectotype BMNH P4122.
Bij Homorhynchus is de onderkaak niet verlengd en veel korter dan de extreem spitse snuit. In het voorste deel van de rugvin bevinden zich twee pterygiophoresperinterneurale tussenruimten. In de rugvin en de anaalvin zijn de ceratotrichia relatief kort, lager dan de maximale hoogte van de romp. De buikvin heeft twee lepidotrichia. De buikvin is kort. Er zijn drieënvijftig tot vijfenvijftig wervels: vijfentwintig tot zesentwintig in de romp en achtentwintig tot negenentwintig in de staart.
Homorhynchus colei toont nog enkele onderscheidende kenmerken. Het traanbeen is korter dan de diameter van de oogkas. De staartvin is hypurostegisch met verbrede en meer wijd uiteen staande binnenste lepidotrichia — desalniettemin is de staartvin eerder gevorkt dan halvemaanvormig te noemen — en een totaal van eenendertig lepidotrichia inclusief zeventien hoofdstralen. De rugvin heeft 101 tot 108 vinstralen, waarvan de achterste sector zo'n twintig stralen beslaat. Van de zevenenvijftig tot negenenvijftig vinstralen van de anaalvin liggen er circa vijf vóór de haemaalstekel.